# Comuna de Boleszkowice
Boleszkowice (polaco: Gmina Boleszkowice) é uma gminy (comuna) na Polónia, na voivodia de Pomerânia Ocidental e no condado de Myśliborski.
De acordo com os censos de 2007, a comuna tem 2921 habitantes, com uma densidade 22,5 hab/km².

## Área
Estende-se por uma área de 129,92 km².

## Demografia
Dados de 30 de Junho 2004:
|                      | Total   | Total | Mulheres | Mulheres | Homens  | Homens |
| -------------------- | ------- | ----- | -------- | -------- | ------- | ------ |
|                      | pessoas | %     | pessoas  | %        | pessoas | %      |
| População            | 2916    | 100   | 1461     | 50,1     | 1455    | 49,9   |
| Densidade (pop./km²) | 21,7    | 100   | 10,8     | 10,8     | 10,8    | 10,8   |

De acordo com dados de 2002, o rendimento médio per capita ascendia a 1495,9 zł.